# Fontaine atomique

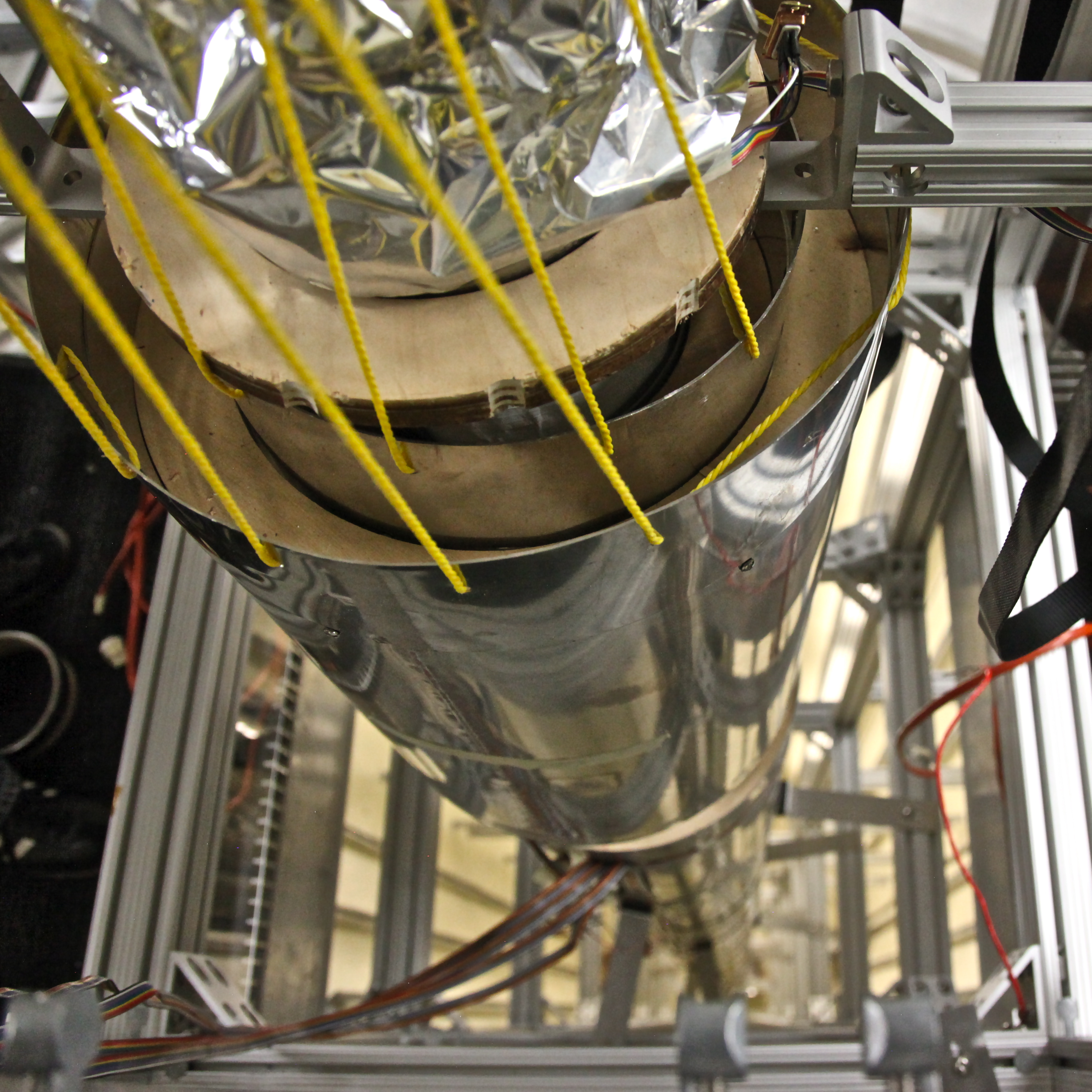
Vue de son sommet, une fontaine atomique de 10 mètres de haut. Des isotopes de rubidium (et) sont projetés vers le haut dans la colonne à partir de sa base. Par la suite, leur chute est observé dans le but de déterminer la valeur de l'accélération gravitationnelle à une très grande précision.

Une fontaine atomique est un instrument constitué d'un tube cylindrique orienté verticalement où un nuage d'atomes est projeté vers le haut à l'aide de lasers. Une fois à l'extrémité supérieure de la colonne sous vide, ils retombent à cause de l'influence du champ gravitationnel terrestre. Si les atomes en suspension étaient visibles, ils formeraient un motif ressemblant à l'eau s'écoulant du haut d'une fontaine. Puisqu'ils sont seulement affectés par la pesanteur (car la colonne est sous vide), ces atomes permettent de configurer la fréquence d'une horloge atomique.
La motivation première pour développer une fontaine atomique est qu'elle permet de mesurer la fréquence d'une transition atomique, ce qui est utile en interférométrie Ramsey (en).